# كيفن لونش
كيفن لونش (بالإنجليزية: Kevin Lynch)‏ (2 فبراير 1984 - ) هو لاعب كرة طائرة الولايات المتحدة.

## وصلات خارجية
- كيفن لونش على موقع الاتحاد الدولي beach volleyball database (الإنجليزية)
- كيفن لونش على موقع قاعدة بيانات الكرة الطائرة الشاطئية (الإنجليزية)